# 皮埃沙邦
皮埃沙邦（法語：Puéchabon，法語發音：[pɥeʃabɔ̃]）是法国埃罗省的一个市镇，属于洛代沃区。

## 地理
皮埃沙邦（43°42'52"N, 3°37'4"E）面积31.26 平方千米，位于法国奧克西塔尼大區埃罗省，该省份为法国南部沿海省份，南濒地中海，西南接奥德省，西北接塔恩省和阿韦龙省，东北与加尔省接壤。
与皮埃沙邦接壤的市镇（或旧市镇、城区）包括：阿尼亚讷、阿热利耶、拉布瓦西耶尔、科斯德拉塞勒、圣吉耶姆勒代塞尔。

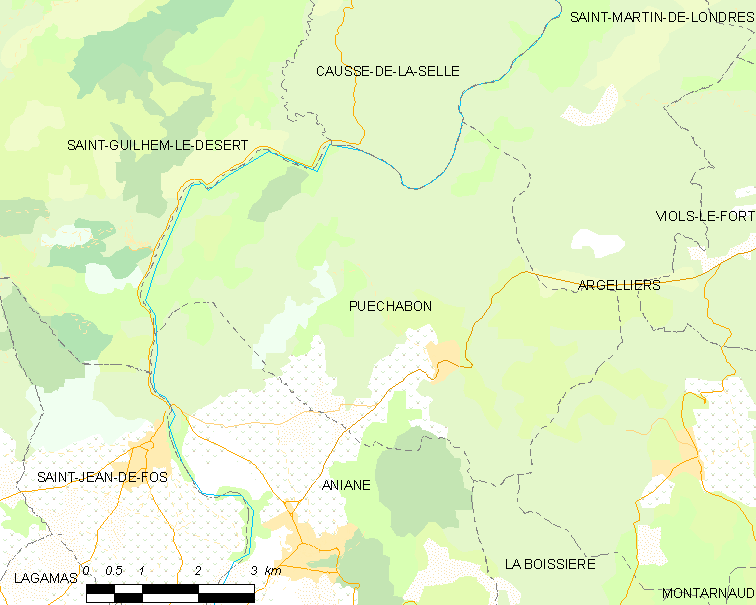
皮埃沙邦的OSM定位图

皮埃沙邦的时区为UTC+01:00、UTC+02:00（夏令时）。

## 行政
皮埃沙邦的邮政编码为34150，INSEE市镇编码为34221。

## 政治
皮埃沙邦所属的省级选区为日尼亚克县。

## 人口

1962-2008年间皮埃沙邦人口变化图示

皮埃沙邦于2022年1月1日时的人口数量为507人。